# Matthew Bingley
Matthew Bingley (* 16. August 1971 in Sydney) ist ein ehemaliger australischer Fußballspieler.

## Karriere

### Verein
Bingley begann seine Karriere bei St George FC, wo er von 1987 bis 1991 spielte. Danach spielte er bei Marconi Stallions, Vissel Kobe, JEF United Ichihara, Northern Spirit FC, Newcastle United Jets, Perth Glory, Pahang FA und Sydney FC. 2006 beendete er seine Spielerkarriere.

### Nationalmannschaft
Im Jahr 1993 debütierte Bingley für die australische Fußballnationalmannschaft. Er wurde in den Kader der Ozeanienmeisterschaft 1996 und FIFA-Konföderationen-Pokal 1997 berufen. Er hat insgesamt 14 Länderspiele für Australien bestritten.

## Errungene Titel

### Mit der Nationalmannschaft
- Ozeanienmeisterschaft: 1996

### Mit seinen Vereinen
- National Soccer League: 1992/93, 2003/04
- Malaysia Super League: 2004
- A-League: 2005/06